# Газбанк
АО АКБ «ГАЗБАНК» (г. Самара) основан 28 апреля 1993 года. Был одним из крупнейших региональных коммерческих банков. Предоставлял полный спектр банковских услуг как для корпоративных, так и для частных клиентов.
11 июля 2018 года ЦБ отозвал лицензию на осуществление банковских операций в связи с неисполнением законов, регулирующих банковскую деятельность, а также нормативных актов ЦБ РФ и нарушение требований законодательства в области противодействия легализации доходов, полученных преступным путём и финансированию терроризма.

## Деятельность
Газбанк — универсальный банк, работавший как с юридическими, так и физическими лицами. Стратегическое направление банка — обслуживание частных лиц. Банк предлагал широкую линию кредитов и кредитных карт: потребительский кредит, автокредитование, рефинансирование, кредит наличными.
Банк специализировался на выпуске и обслуживании пластиковых карт платежных систем МИР, VISA и MasterCard.
Банк предлагал следующий комплекс услуг на российском финансовом рынке:
- Брокерское обслуживание на фондовом, срочном и валютном рынках ММВБ;
- Интернет-трейдинг (ИТС QUIK);
- Операции с еврооблигациями;
- Информационно-аналитическая поддержка;
- Профессиональные рекомендации по инвестированию средств;
- Разработка индивидуальных торговых стратегий: облигации, акции, производные инструменты;
- Маржинальное кредитование;
- Операции РЕПО, кредитование под активы на брокерском счете.

## Членство в финансовых организациях
- Участник торгов на валютном, фондовом и срочном рынке ММВБ, а также предоставляет доступ на площадки NYSE, LSE, Euronext для квалифицированных инвесторов;
- Член Ассоциации "РОССИЯ"[2];
- Член саморегулируемой (некоммерческой) организации "Национальная ассоциация участников фондового рынка" (НАУФОР)[3];
- Член Союза банков Самарской области[4];
- Член общественного объединения «Гильдия финансистов»;
- Участник системы "S.W.I.F.T."[5];
- Входил в систему страхования вкладов[6].

## Оценки рейтинговых агентств
| Агентство                 | Рейтинг                             | Значение      |
| ------------------------- | ----------------------------------- | ------------- |
| Moody’s Investors Service | Outlook                             | Stable        |
| Moody’s Investors Service | Bank Deposits                       | B3/NP         |
| Moody’s Investors Service | Baseline Credit Assessment          | b3            |
| Moody’s Investors Service | Adjusted Baseline Credit Assessment | b3            |
| Moody’s Investors Service | Counterparty Risk Assessment        | B2(cr)/NP(cr) |

## Руководство
Банк контролировался основным акционером и бенефициаром, председателем совета директоров «Самараэнерго»  Аветисяном Владимиром Евгеньевичем.
Председатель правления Газбанка — Бондаренко Александр Викторович.

## Логотип

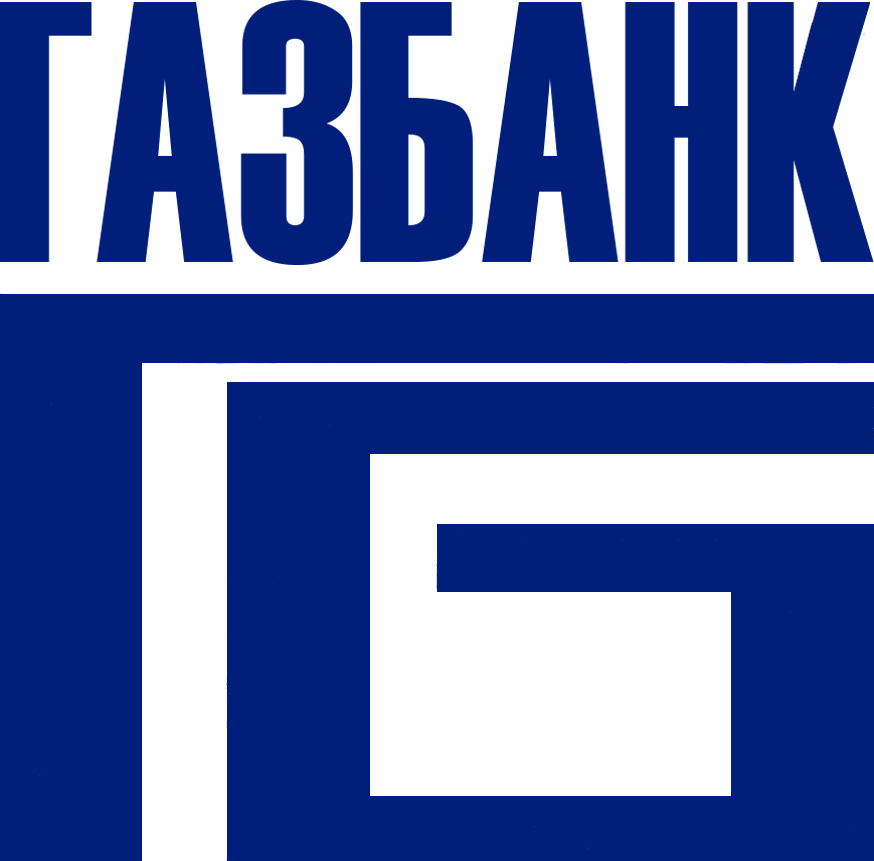
Первый логотип Газбанка

Банк менял один логотип. Нынешний — второй по счёту.
Первый логотип банка состоит из знака-эмблемы и надписи. Оба тёмно-синего цвета. В верхней части логотипа присутствует название организации - "Газбанк", прописными буквами. Под словом, указаны первые две буквы названия организации - Г и Б, также заглавные.
Супругой председателя Газбанка Капитолиной Бондаренко был придуман детский мультяшный персонаж банка «ГаБа».

## Благотворительность

### Социальное направление
- Благотворительный фонд "Мы желаем счастья вам" (оказание помощи больным детям)[11]
- Поддержка Самарского хосписа[12]
- Поддержка маломобильных детей самарского отделения Всероссийского общества инвалидов

### Поддержка искусства и культуры
- Московский международный кинофестиваль [13]
- Детская Новая Волна-2008[14]
- Кинопремия «Золотой орел»[15]
- Самарская филармония 1993-2006
- Ежегодный православный Троицкий фестиваль
- Международная Ширяевская Биеннале

### Поддержка талантливых детей и молодёжи
- Спонсирование школьной команды КВН "Сны Гагарина"[16]
- Фестиваль искусств "Студенческая весна"

### Поддержка спорта
- Поддержка баскетбольного клуба "Самара"
- Открытое первенство Самарской области по художественной гимнастике "Жемчужины Жигулей"

## Отзыв лицензии
Лицензия отозвана приказом Банка России от 11 июля 2018 года № ОД-1740. Причиной для такого решения стало систематическое проведение АО АКБ Газбанк операций, направленных на сокрытие реального финансового положения банка и уклонение от исполнения требований надзорного органа об адекватной оценке принимаемых рисков, в результате чего на балансе кредитной организации образовался значительный объем проблемных активов. Банк России неоднократно (11 раз в течение последних 12 месяцев) применял в отношении АО АКБ Газбанк меры надзорного воздействия, в том числе дважды вводил ограничения на привлечение вкладов населения. Руководством и собственниками кредитной организации не были предприняты действенные меры по нормализации ее деятельности.
Газбанк располагал двумя филиалами в Ульяновске и Москве, 10 допофисами и восемью операционными кассами. На 1 июня 2019 собственный капитал Газбанка составлял 3 млрд руб., активы - 25,5 млрд руб. (139 место по рынку), кредитный портфель - 20,5 млрд руб., вклады физлиц 19,26 млрд руб., чистая прибыль - 1,1 млрд рублей. Рентабельность активов оценивалась в -9,99%, а рентабельность капитала - -67%.

### Причина отзыва лицензии
Приказом Банка России от 11.07.2018 N ОД-1740 с 11.07.2018 отозвана лицензия на осуществление банковских операций у кредитной организации АКЦИОНЕРНОЕ ОБЩЕСТВО КОММЕРЧЕСКИЙ БАНК "ГАЗБАНК" АО АКБ "ГАЗБАНК" (рег. № 2316, г. Самара).
В результате систематического проведения АО АКБ "ГАЗБАНК" операций, направленных на сокрытие реального финансового положения банка и уклонение от исполнения требований надзорного органа об адекватной оценке принимаемых рисков, на балансе кредитной организации образовался значительный объем проблемных активов. Кроме того, в деятельности АО АКБ "ГАЗБАНК" установлены нарушения требований нормативных актов Банка России в области противодействия легализации (отмыванию) доходов, полученных преступным путем, и финансированию терроризма.
Банк России неоднократно (11 раз в течение последних 12 месяцев) применял в отношении АО АКБ "ГАЗБАНК" меры надзорного воздействия, в том числе дважды вводил ограничения на привлечение вкладов населения.
Руководством и собственниками кредитной организации не были предприняты действенные меры по нормализации ее деятельности. В сложившихся обстоятельствах Банк России принял решение об отзыве у АО АКБ "ГАЗБАНК" лицензии на осуществление банковских операций.
Решение Банка России принято в связи с неисполнением кредитной организацией федеральных законов, регулирующих банковскую деятельность, а также нормативных актов Банка России, неоднократным нарушением в течение одного года требований нормативных актов Банка России, изданных в соответствии с Федеральным законом "O противодействии легализации (отмыванию) доходов, полученных преступным путем, и финансированию терроризма", учитывая неоднократное применение в течение одного года мер, предусмотренных Федеральным законом "O Центральном банке Российской Федерации (Банке России)".
В связи с отзывом лицензии на осуществление банковских операций приказом Банка России от 11.07.2018 N ОД-1740 аннулирована лицензия на осуществление кредитной организацией АО АКБ "ГАЗБАНК" профессиональной деятельности на рынке ценных бумаг.
В соответствии с приказом Банка России от 11.07.2018 N ОД-1741 в АО АКБ "ГАЗБАНК" назначена временная администрация сроком действия до момента назначения в соответствии с Федеральным законом "О несостоятельности (банкротстве)" конкурсного управляющего либо назначения в соответствии со статьёй 23.1 Федерального закона "О банках и банковской деятельности" ликвидатора. Полномочия исполнительных органов кредитной организации в соответствии с федеральными законами приостановлены.
На основании статьи 68 ФЗ-131, Глава города Самары Елена Лапушкина и Дума Самары обладали правом на принятие Постановления «Об учреждении муниципального банка, путём вхождения городской администрации в состав акционеров Газбанка, однако глава города и городская дума, а также  губернатор Самарской области Дмитрий Азаров, обладающий правом вхождения Министерством имущественных отношений Самарской области в состав акционеров, не отреагировали.
31.10.2018 временная администрация самарского Газбанка, чья лицензия была отозвана 11 июля текущего года, при обследовании его финансового состояния установила в действиях должностных лиц банка признаки проведения операций, нацеленных на вывод активов. Как предполагается, активы выводились путем замены высоколиквидных активов на неликвидные ценные бумаги, следует из сообщения пресс-службы ЦБ.
Информацию об этих операциях регулятор направил в Генпрокуратуру, следственный департамент МВД и Следственный комитет РФ.
По оценке временной администрации, стоимость активов банка не превышает 17,4 млрд рублей при величине обязательств перед кредиторами более 21,8 млрд, указывает ЦБ в сегодняшнем сообщении и напоминает, что 25 сентября Арбитражный суд Самарской области признал кредитную организацию банкротом.
В начале октября ЦБ опубликовал данные, согласно которым «дыра» в балансе Газбанка, то есть отрицательная разница между его активами и обязательствами, на дату признания его банкротом составила почти 5,674 млрд рублей (активы составляют чуть меньше 15,222 млрд рублей, а обязательства превышают 20,895 млрд). В свою очередь приведенные выше данные сегодняшнего сообщения соответствуют представленной ранее оценке «дыры» на дату отзыва лицензии (4,443 млрд рублей при оценке активов в 17,423 млрд, а обязательств — в 21,866 млрд).
В августе 2020 года в рамках дела о несостоятельности организации с торгов продано 11-этажное здание центрального офиса Газбанка на Молодогвардейской улице, 224 в Самаре. Покупателем выступило ООО «Молодогвардейская». Компания принадлежит Александру Розенцвайгу, который является совладельцем ряда структур ГК «Волгопромгаз» (ВПГ) Владимира Аветисяна. Сумма сделки составила 363,1 млн руб.  
ГУ МВД России по Самарской области по инициативе ЦБ РФ возбудило в отношении руководителей АО АКБ «Газбанк» уголовное дело по ч. 1 ст. 201 УК РФ («Злоупотребление полномочиями»). Помимо уголовного дела по ст. 201, возможно возникновение и ряда других уголовных дел — временная администрация направила в органы заявления по ст. 159, 160, 165, 196 УК РФ. АСВ проводит проверку обстоятельств банкротства Газбанка, по результатам которой, в случае обнаружения соответствующих обстоятельств, будут приняты меры по привлечению к ответственности лиц, виновных в банкротстве банка. В хищении средств из местного Газбанка на данный момент обвиняются бывшие врио предправления этого кредитного учреждения Михаил Липовецкий и его заместитель Владимир Семин.    